# Mi minore

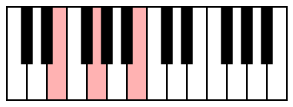
L'accordo di mi minore (triade) è composto da Mi - Sol - Si.

La tonalità di Mi minore (E minor, e-Moll) è incentrata sulla nota tonica Mi. Può essere abbreviata in Mim oppure in Em secondo il sistema anglosassone.
Per la scala minore naturale del mi, si hanno:
Mi, Fa♯, Sol, La, Si, Do, Re, Mi.
L'armatura di chiave è la seguente (un diesis):
```

Alterazioni
 (una sola):
fa♯.
```

Questa rappresentazione sul pentagramma coincide con quella della tonalità relativa Sol maggiore.